# 필름 아 클레
필름 아 클레(Film à clef 또는 Film à clé) 또는 시네마 아 클레(cinéma à clef) 무비 아 클레(movie à cléf)는 영화에서 실존 인물을 표현한 것을 말한다.
필름 아 클레는 문학에서의 로망 아 클레와 그 의미가 같다.
할리우드에서 제작되는 많은 전기 영화는 필름 아 클레를 사용하였다.

## 필름 아 클레가 사용된 영화
- 8과 1/2[3]
- 21
- 이브의 모든 것
- 어댑테이션
- 올 굿 에브리씽
- 올 더 킹즈 맨[4]
- 올 댓 재즈[5]
- 올모스트 페이머스
- 알파 독
- 애니 홀
- 국가의 탄생
- 카지노[6]
- 시민 케인[1]
- 드림걸스
- 셀레브레이션
- 더 파이브 하트비트[7]
- 위대한 독재자
- 아임 낫 데어
- 라스트 사무라이
- 스티브 지소와의 해저 생활[8]
- 매그놀리아
- 무슈 베르두
- 네트워크[1]
- 라이언 일병 구하기
- 스카페이스
- 역마차
- 스타 탄생[9][10]
- 선셋 대로[1]
- 성공의 달콤한 향기[4]
- 벨벳 골드마인
- 슬픔은 그대 가슴에[1]
- 라스트 데이즈[6]

## 같이 보기
- 로망 아 클레

### 책
- A Companion to Literature and Film ISBN 978-0-470-99911-0.